# وضعية الاستلقاء

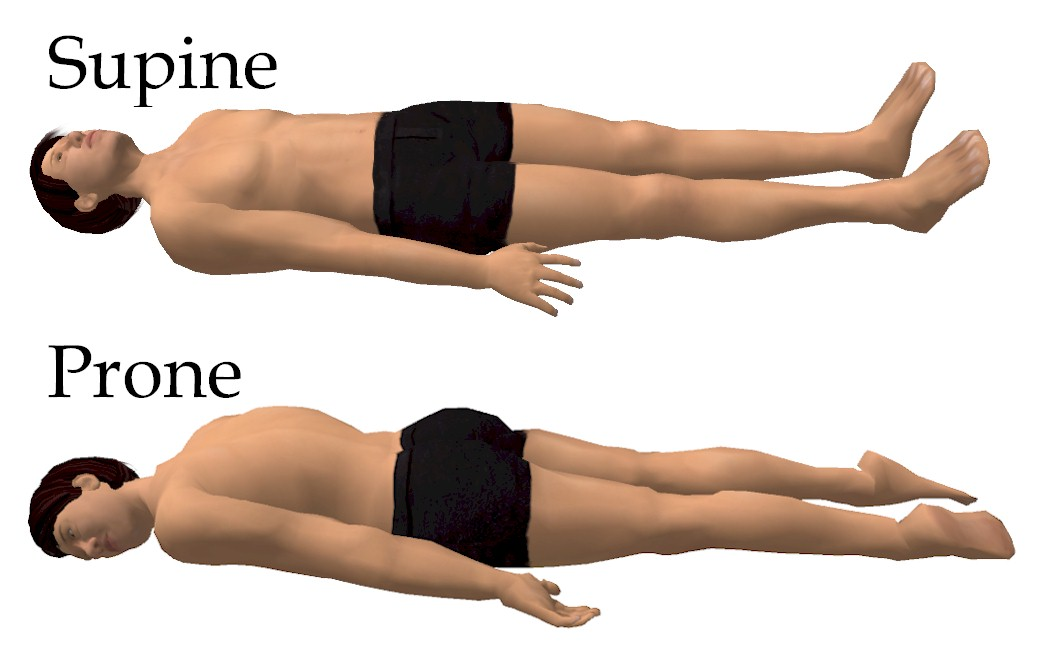
وضع الاستلقاء ووضع الرقود

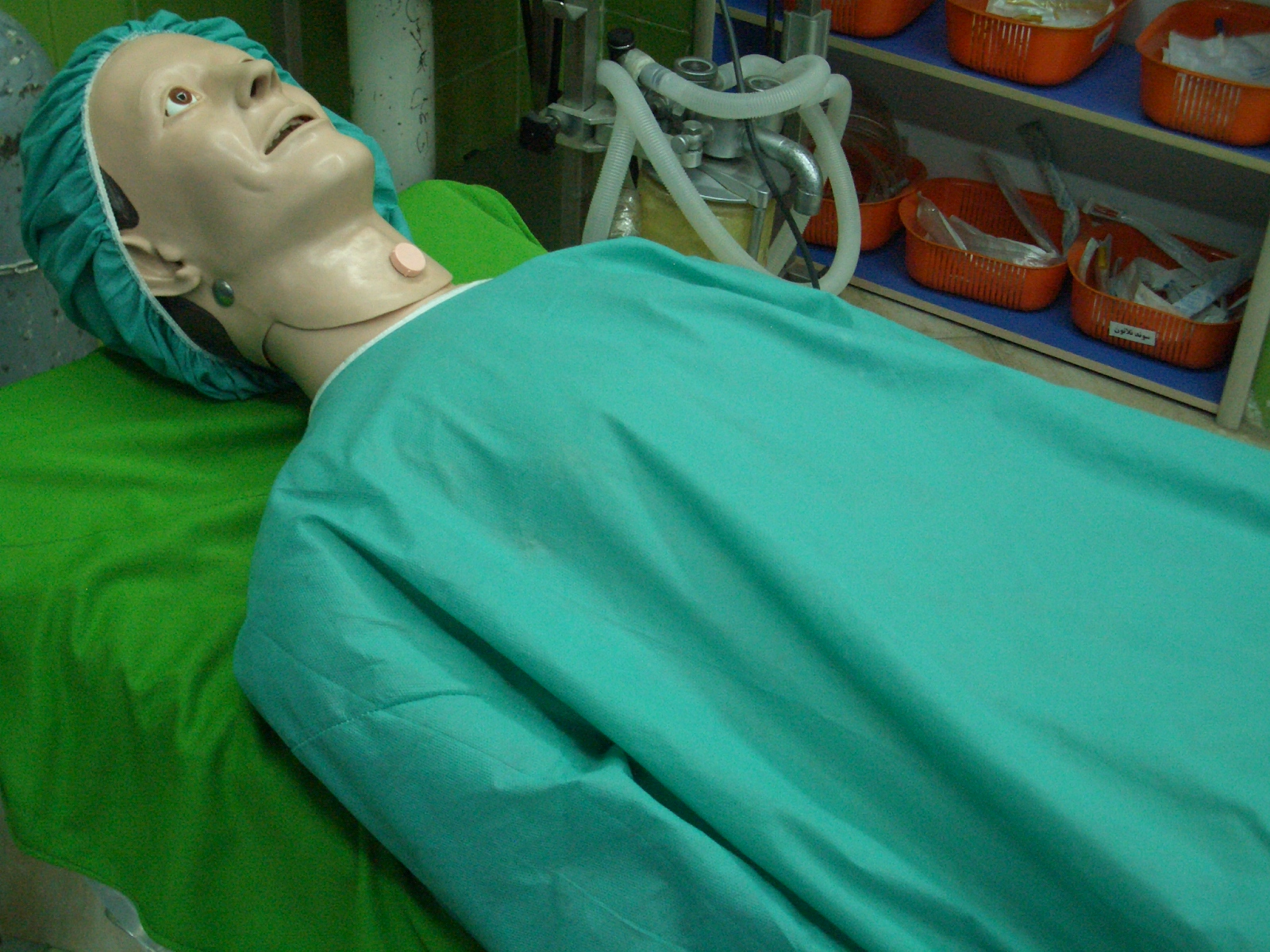

وضعية الاستلقاء (بالإنجليزية: Supine position)‏ هي أن يوضع الجسم بشكل ممدد، بحيث يتجه الرأس نحو الأعلى، وهي عكس وضعية الانكباب، الذي يكون فيه الوجه للأسفل. وعندما تستخدم في العمليات الجراحية، فإنها تسمح بالوصول إلى مناطق الالصفاق، والتامور، والصدر، وكذلك الرأس، والعنق، والأطراف.
وباستخدام المصطلحات التشريحية للموقع، فإن الجانب الظهري يكون للأسفل، والجانب البطني للأعلى عند الاستلقاء.

## وضع شبه الاستلقاء
يشير مصطلح «شبه مستلق» في الأدب العلمي عادة إلى المواضع التي يكون فيها الجزء العلوي من الجسم مائلا، ولكن ليس بشكل أفقي تمامًا.

## العلاقة مع متلازمة موت الرضيع الفجائي
يقال أن الانخفاض في الوفاة بسبب متلازمة موت الرضع المفاجئ يعزى إلى نوم الأطفال في وضع الاستلقاء. ويعتقد أن الأطفال الذين ينامون في وضع الرقود أكثر عرضة لخطر إعادة تنفس ثاني أكسيد الكربون الخاص بهم. وبسبب عدم نضج المستقبلات الكيميائية المركزية لديهم، فلا يستجيب الرضع للحماض التنفسي التالي الذي يتطور.

## انقطاع النفس الانسدادي النومي
انقطاع النفس الانسدادي النومي هو شكل من أشكال توقف التنفس أثناء النوم الذي يحدث بشكل متكرر، ويكون أكثر شدة عندما ينام الأفراد في وضع الاستلقاء. وتشير الدراسات والأدلة إلى أن انقطاع النفس الانسدادي النومي المتعلق بالنوم في وضع الاستلقاء يرتبط بوضع مجرى الهواء، وانخفاض حجم الرئة، وعدم قدرة عضلات مجرى الهواء على توسيع ما يكفي لتعويض انطواء مجرى الهواء. وإن العديد من مقدمي الرعاية الصحية يشجعون مرضى انقطاع النفس الانسدادي النومي على تجنب وضع الاستلقاء أثناء النوم، والنوم بشكل جانبي، أو أن تكون رأس سريرهم في زاوية 30 أو 45 درجة.